# 港九福德念佛社

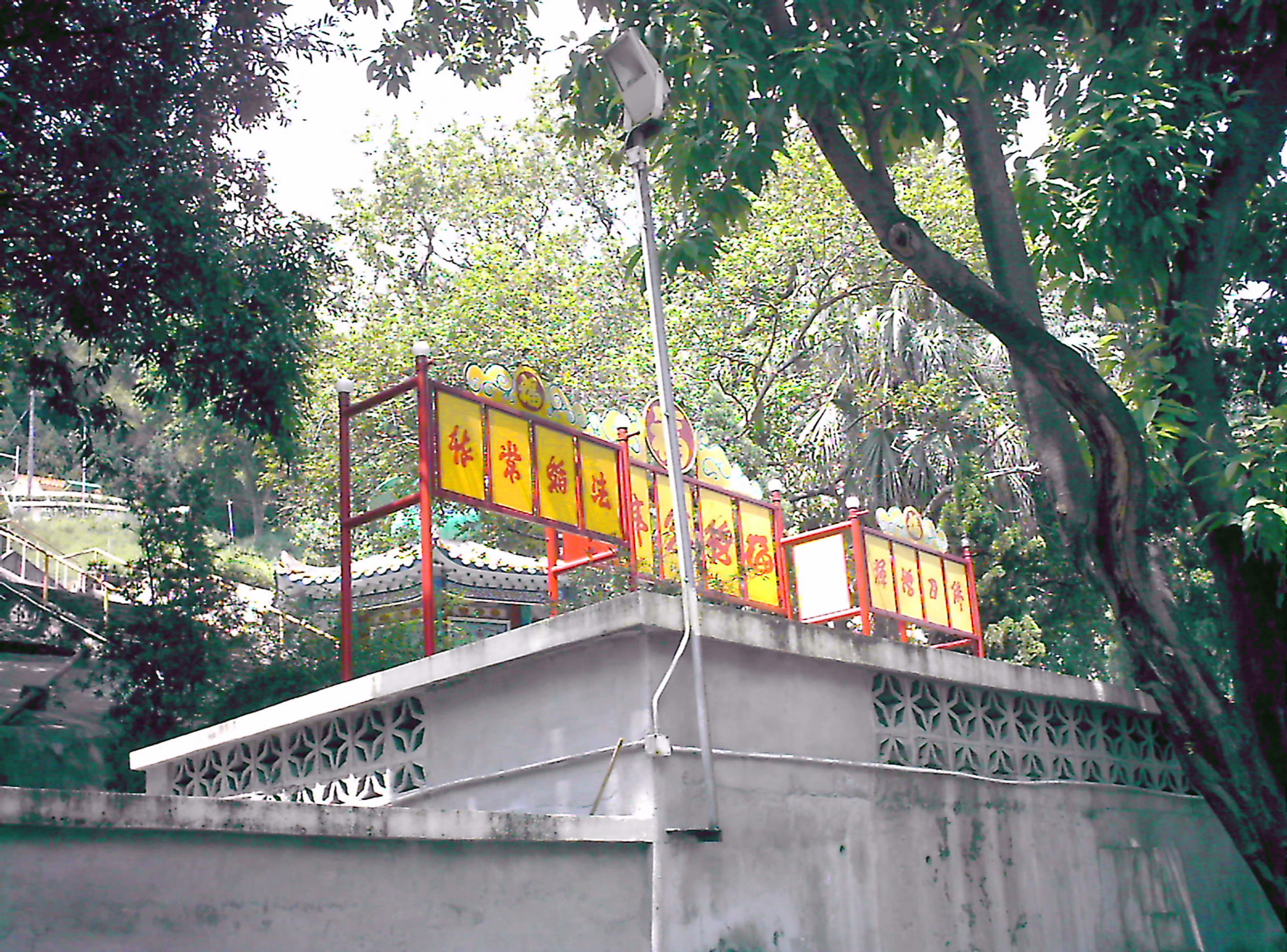
港九福德念佛社的牌樓

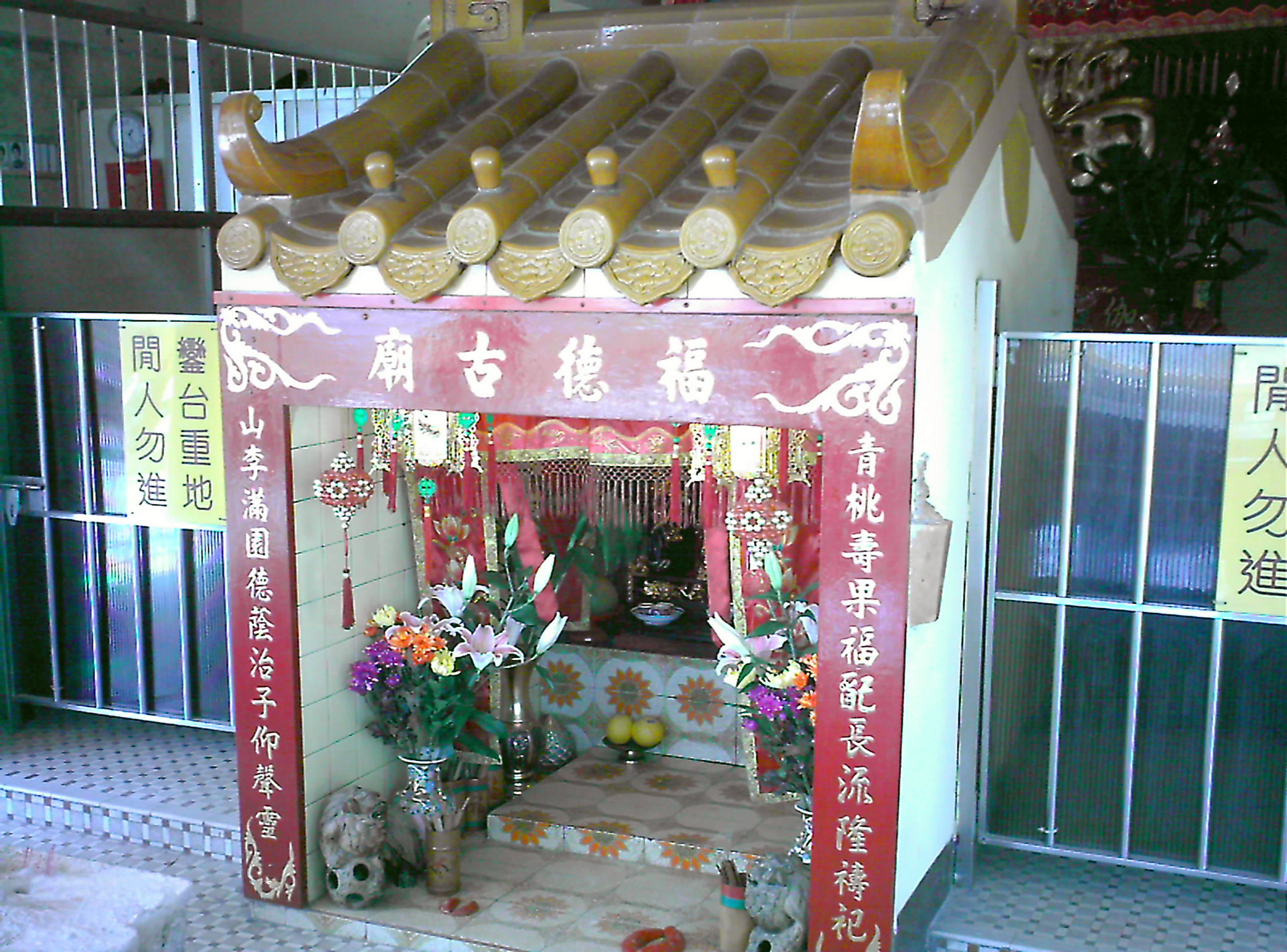
港九福德念佛社的「福德古廟」；主祈福德伯公

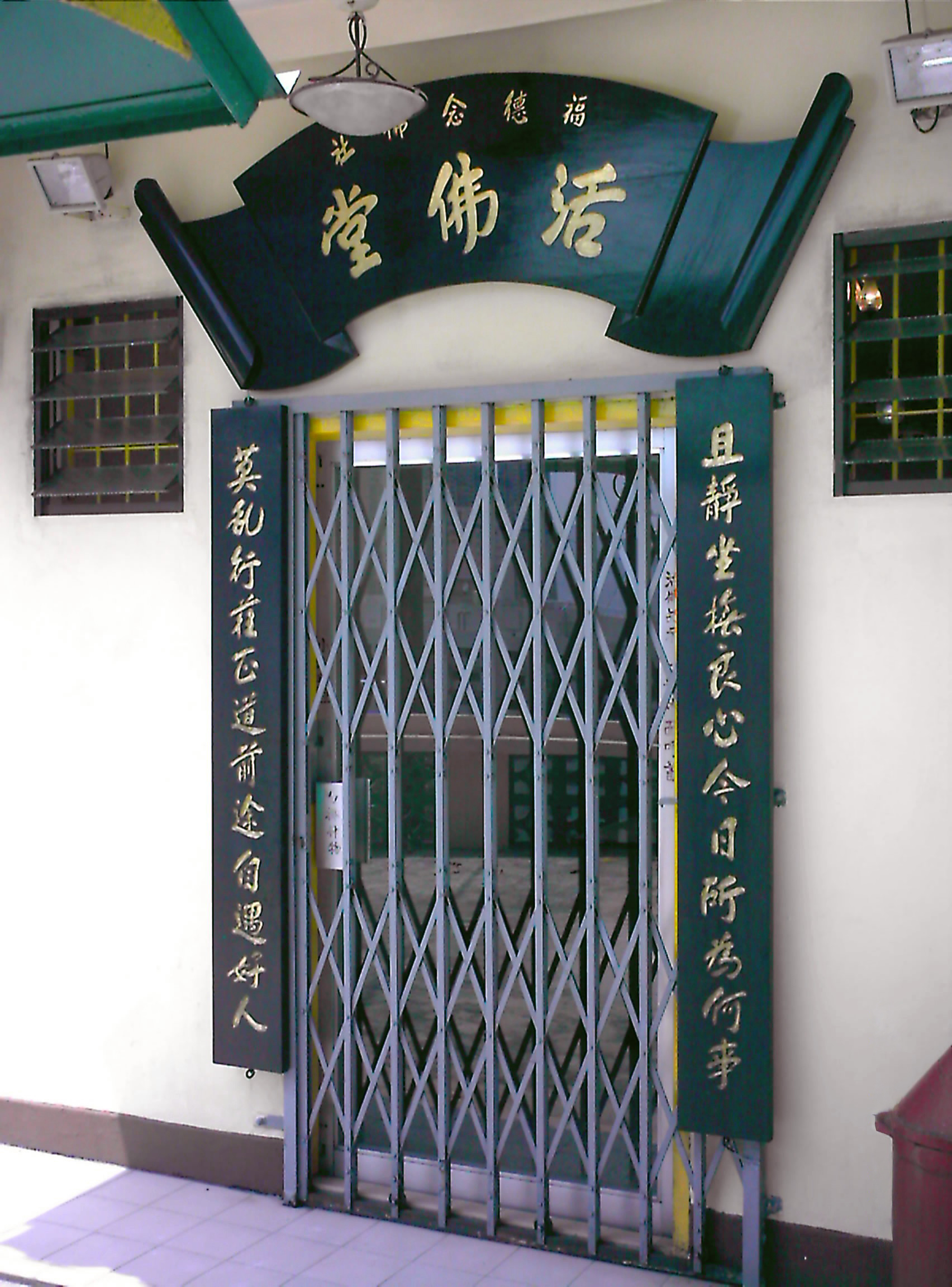
港九福德念佛社的「活佛堂」；主祈濟公活佛

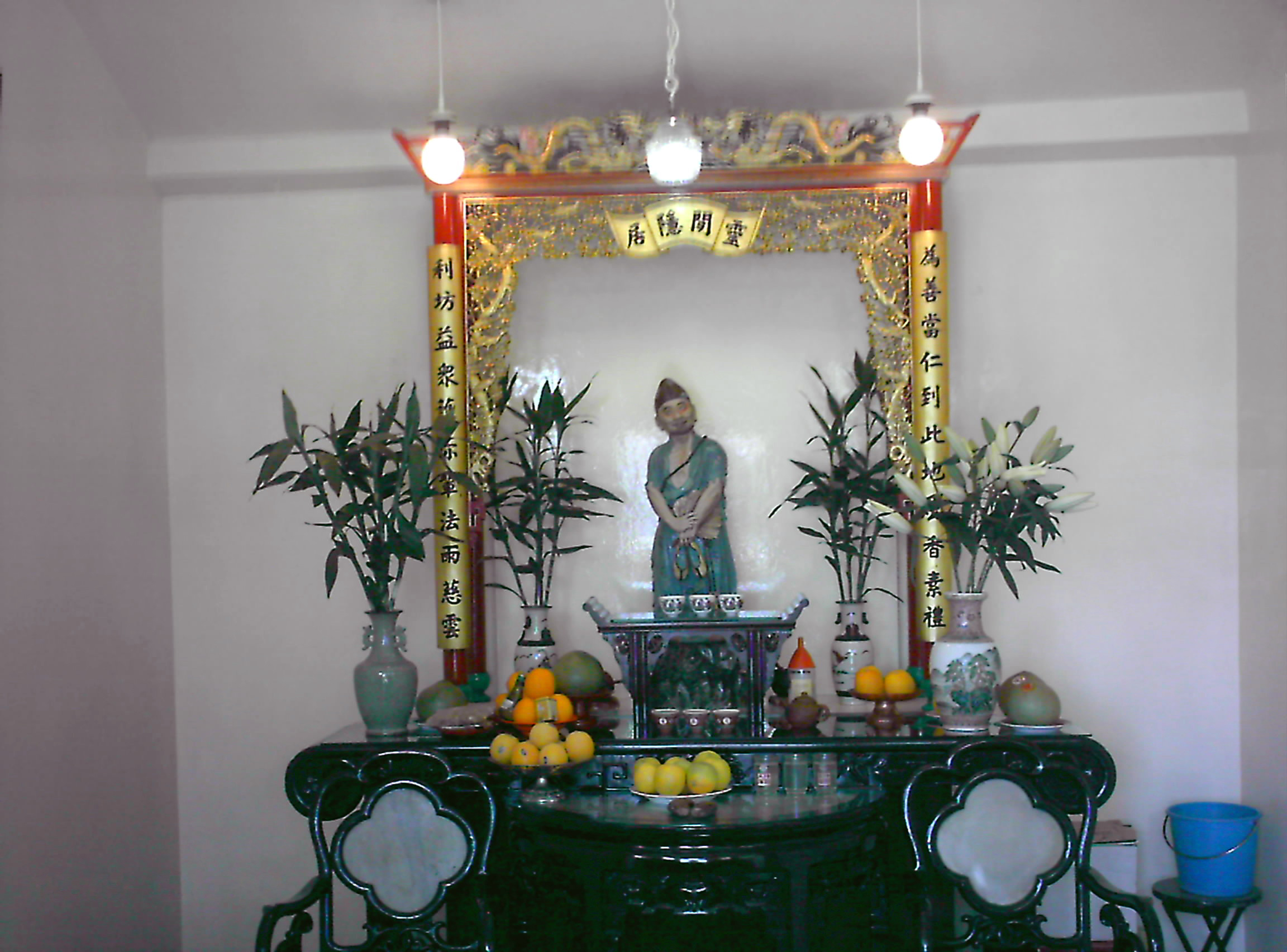
港九福德念佛社的「活佛堂」裡之濟公活佛雕像

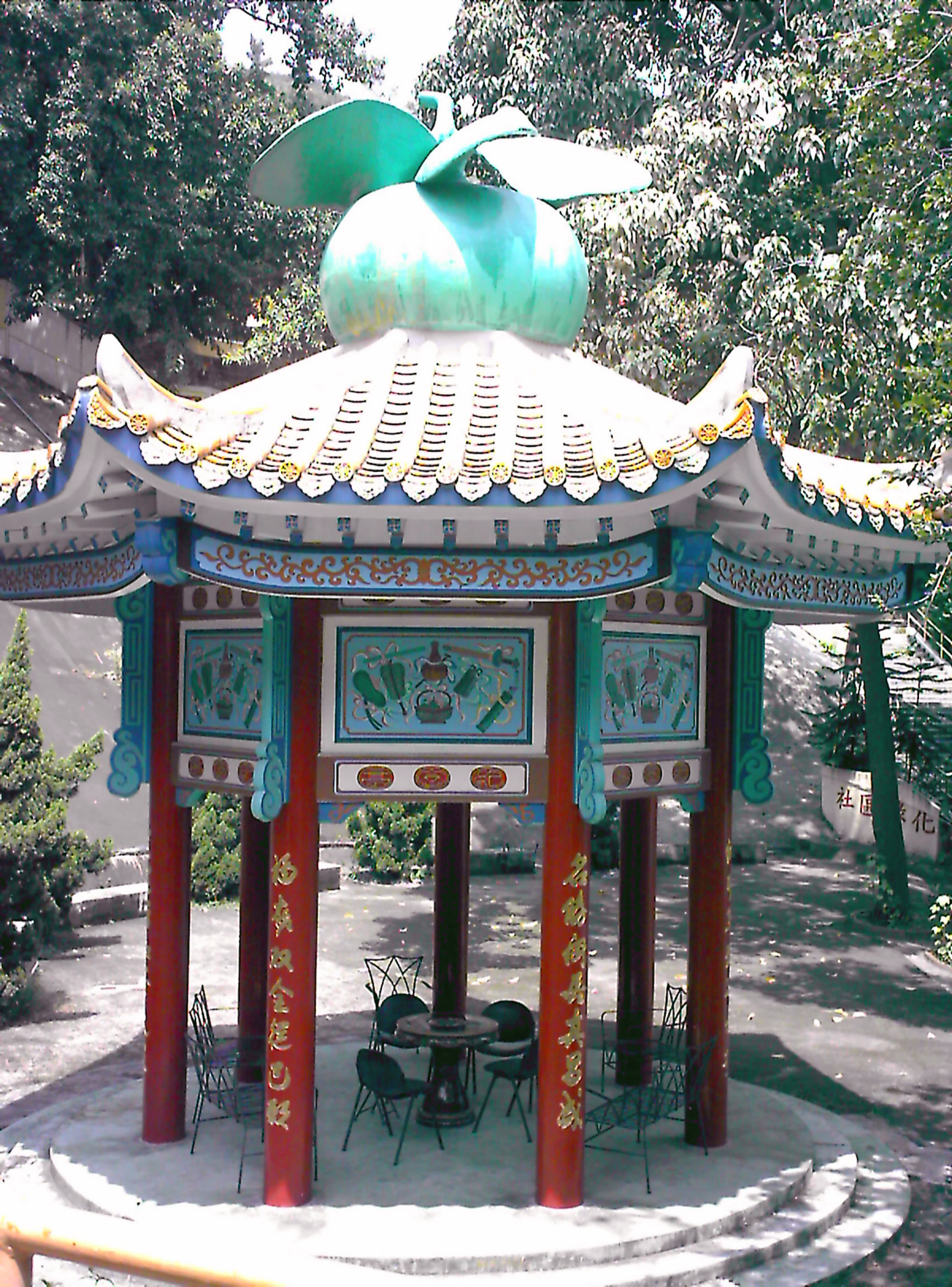
港九福德念佛社的七柱紀念亭：頂端大吉亭

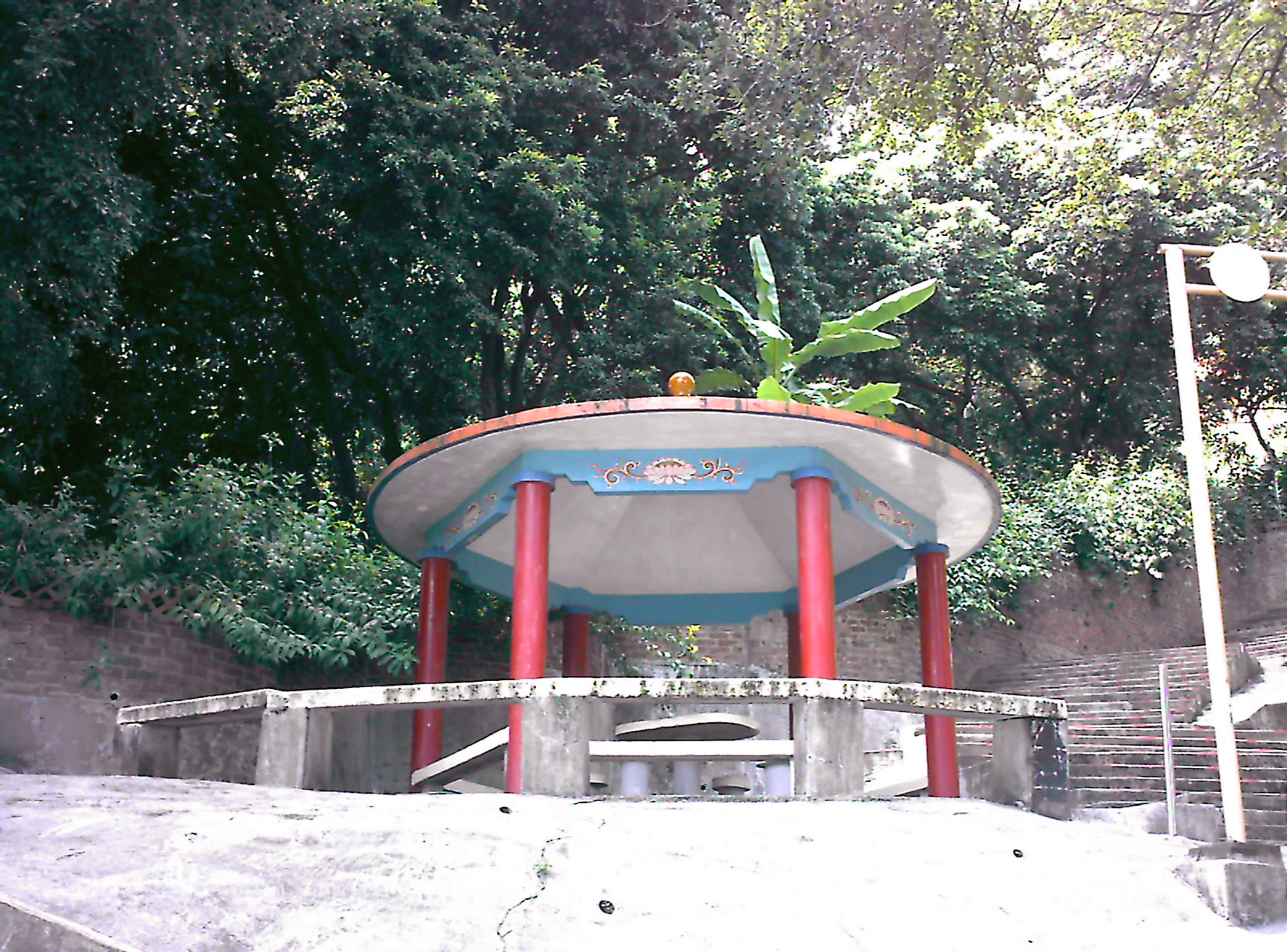
港九福德念佛社的圓頂涼亭

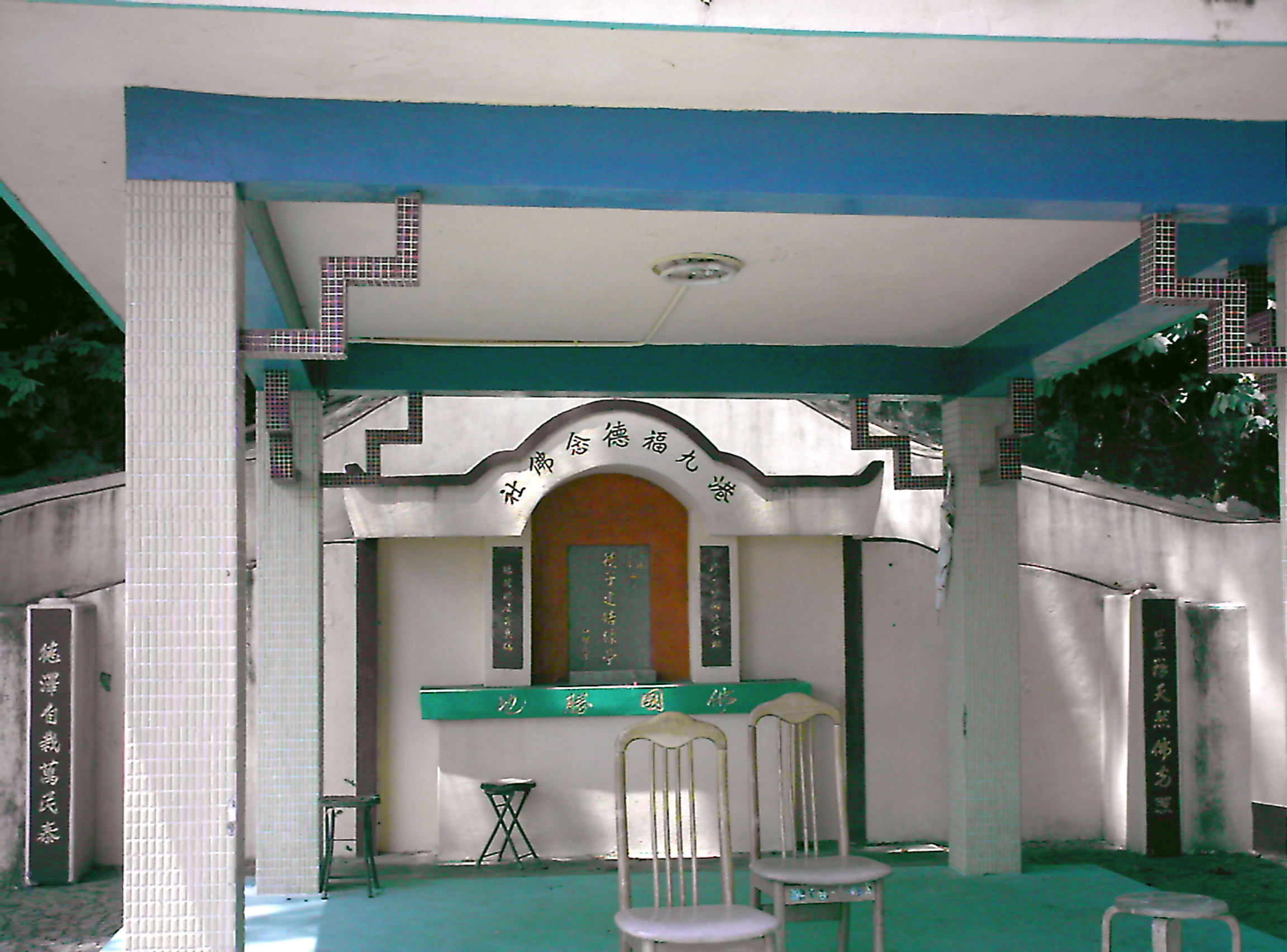
港九福德念佛社的徒子結緣亭

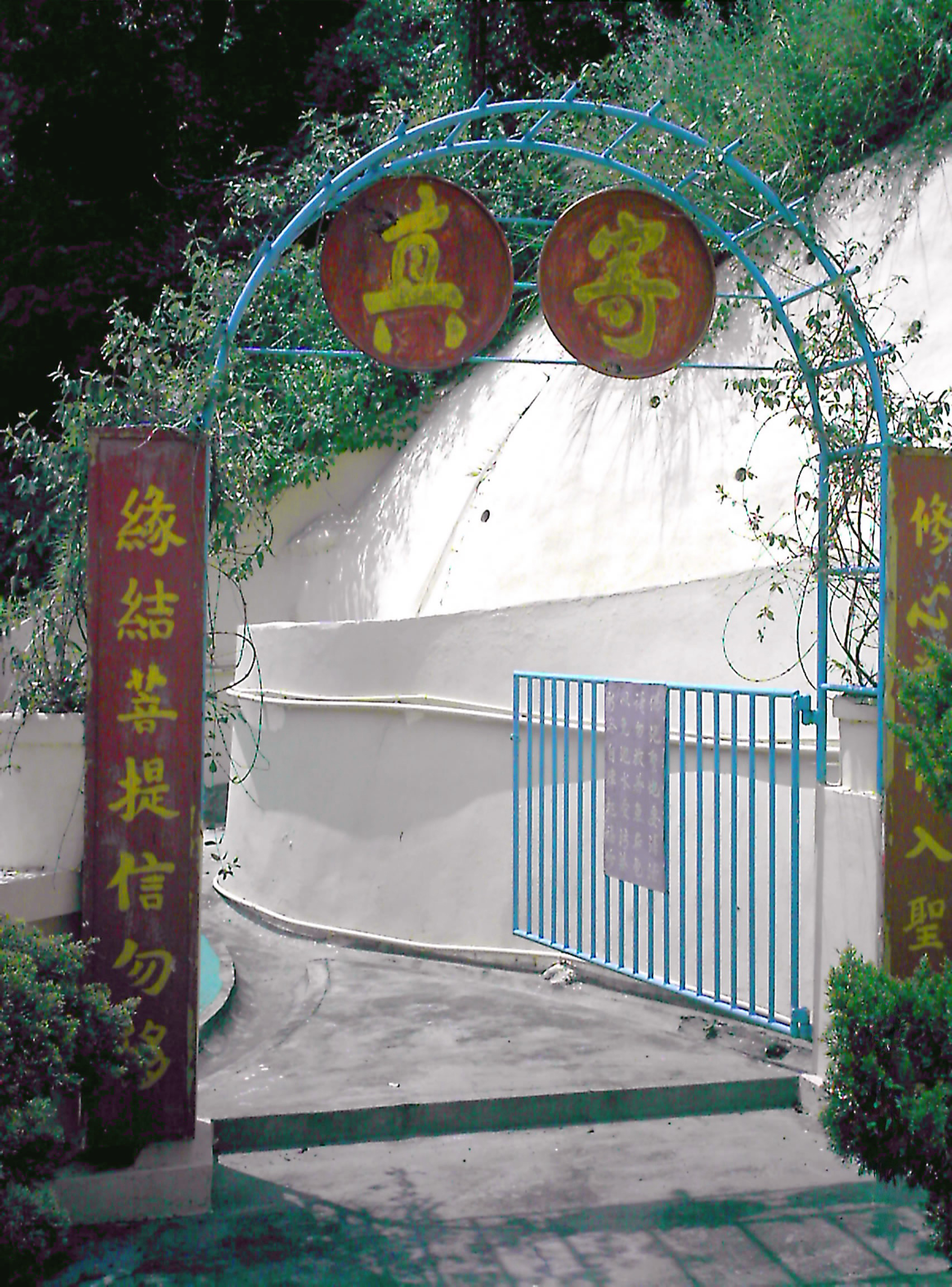
港九福德念佛社，通往化真寺雕塑的大門

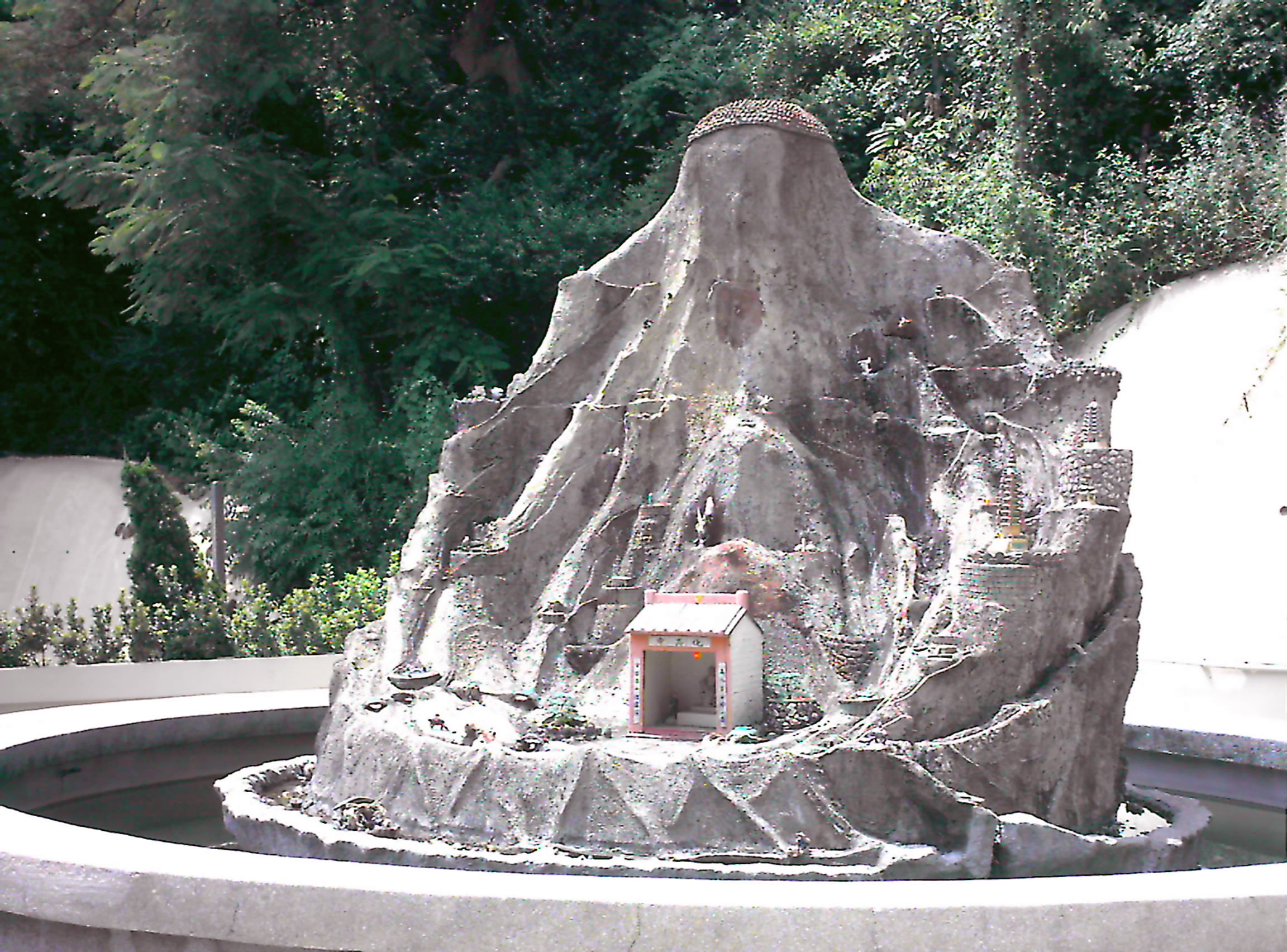
港九福德念佛社的化真寺雕塑

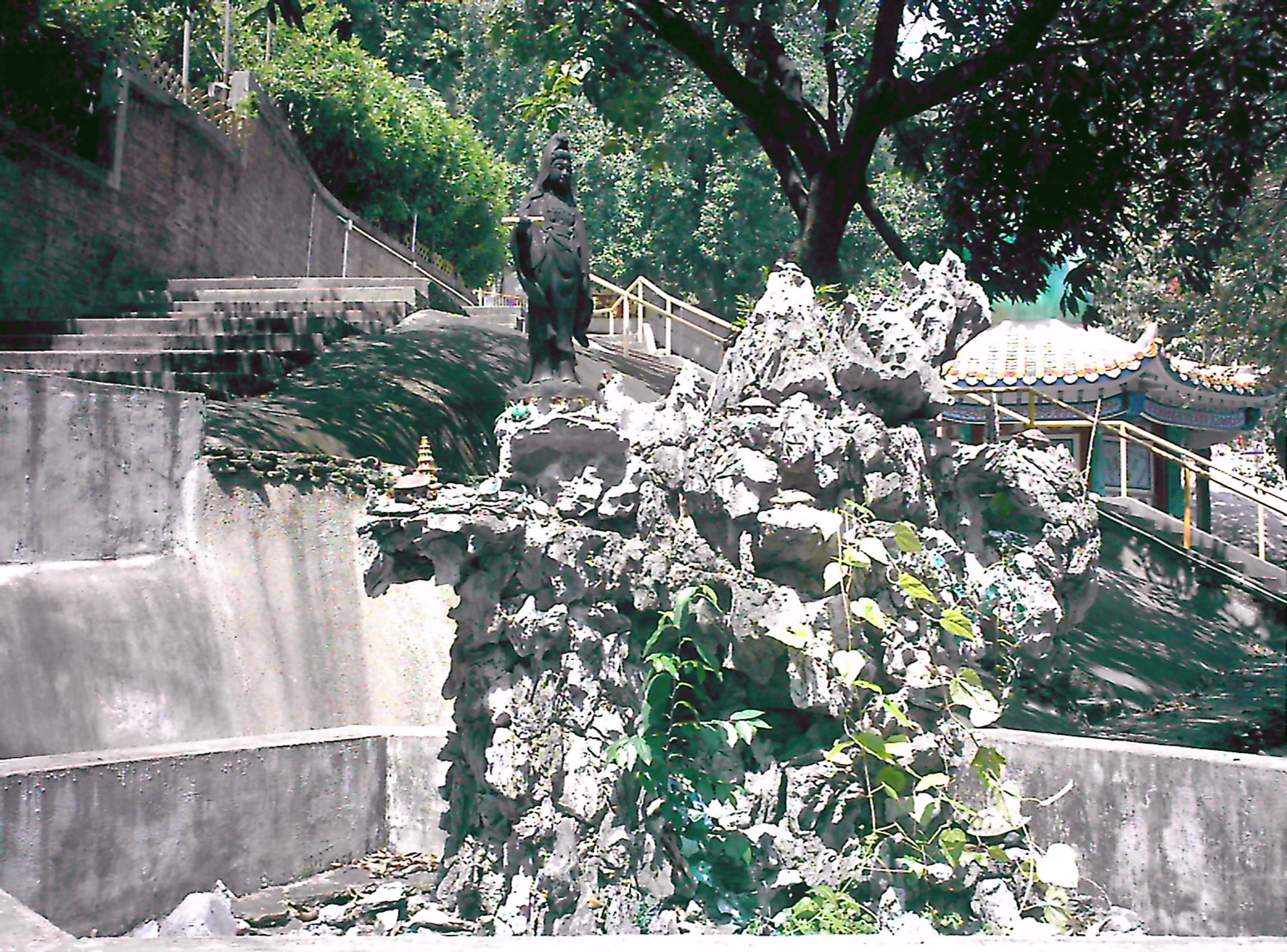
港九福德念佛社的靈龜禮佛雕塑

港九福德念佛社有限公司 (英文：Hong Kong and Kowloon Fuk Tak Buddhist Association Limited)位於香港，九龍，長沙灣呈祥道6071號地段，它是一所廟宇，東鄰供奉黃初平的元清閣道觀；東南鄰供奉觀世音菩薩及齊天大聖的紫陽洞道觀。根據香港《稅務條例》第88條，獲豁免繳稅的慈善機構之一。佔據縱貫呈祥道至大埔公路的一大片山谷，由低至高的綠化叢林，依山形建造亭臺樓閣等佛教建築群。

## 起源
年代久遠的小廟「福德伯公」原來位於桃李園畔，隨著香港地方發展，政府遷置古墓山丘，又因建造李鄭屋邨，再遷至13街，為建造明愛醫院，繼又遷至九龍仔大坑東邨附近，「福德伯公」顯靈報夢給街坊鄭君，其望駐回原地，坊眾就把廟移到呈祥道現址。

## 建築
- 牌樓：「福德伯公廟」
  - 牌樓橫額：佛日增輝；法輪常轉。
- 大埔道山門：「福德」
  - 對聯：虛空有體須親證；定慧無門莫忘修。
- 福德古廟
  - 主祈：福德伯公(土地公)
  - 對聯：青桃壽果配長流隆禱祈；山李滿園德蔭治子仰聲靈。
- 活佛堂
  - 主祈：濟公活佛
  - 對聯：且靜坐撫良心今日所為何事；莫亂行從正道前途自遇好人。
  - 橫額：靈居閒隱；對聯：為善當仁到此地清香素禮；利坊益護保輩法雨慈雲。
- 四方亭 (結緣亭) 
  - 橫額：佛國勝地；對聯：修心堅耐為古松；緣結德居寄真跡；
  - 對聯：呈祥天然佛光照；德澤自栽萬民泰。
- 大桔頂亭(七柱紀念亭)
  - 第一柱聯：顛顛指建紀念亭；
  - 第二柱聯：師聖策劃七柱形；
  - 第三柱聯：名勝閒居真昌盛；
  - 第四柱聯：福壽雙全從己願；
  - 第五柱聯：呈祥增加益大眾；
  - 第六柱聯：古松龍峰義心明；
  - 第七柱聯：修心緣結己自固。
- 圓頂涼亭
- 靈龜禮佛：一組依山而建的雕塑，顯示一群靈性的的龜，朝著觀音鎮守的山爬行。
- 褔德路：由許世杰家族捐款建造的混凝土林蔭小徑，方便善信通住明愛醫院畔的行人天橋。
- 先人神主名牌靈堂

## 慶典
- 每逢農曆三月廿九日福德伯公誕及十月十四日濟公誕，從上午11時至下午2時，皆為善信提供素食。並設穿梭客車，每15分鐘一趟從李鄭屋邨出發。

## 交通
- 乘搭前往蘇屋邨的巴士，然後沿明愛醫院方向前往，再穿過行人天橋便是。此外亦可乘搭九巴路線72及81在爾登華庭站下車，然後沿大埔道步行前往。